# Lebutu (Aldeia, Hautoho)
Lebutu ist eine osttimoresische Aldeia im Suco Hautoho (Verwaltungsamt Remexio, Gemeinde Aileu). 2015 lebten in der Aldeia 647 Menschen.

## Geographie und Einrichtungen
Die Aldeia Lebutu liegt im Westen des Sucos Hautoho. Westlich befindet sich die Aldeia Aibutihun und südöstlich die Aldeia Raemerhei. Im Norden und Osten grenzt Lebutu an den Suco Fadabloco und im Süden an das Verwaltungsamt Lequidoe mit seinem Suco Acubilitoho. Die Grenze zu Acubilitoho bildet der Fluss Coioial, der zum System des Nördlichen Laclós gehört.
An der Straße, die den Norden der Aldeia durchquert befindet sich der Weiler Lebutu, der Hauptort des Sucos Hautoho. Abgesehen von einzeln stehenden Häusern ist dies der einzige Ort in der Aldeia Lebutu. Hier befinden sich der Verwaltungssitz des Sucos, eine Grundschule, die katholische Kapelle Santa Cruz und die Pauluskirche Remexio der Igreja Evangélica Presbiteriana de Timor-Leste (IEPTL).

## Politik
Bei den Kommunalwahlen in Osttimor 2009 wurde Bonifasio do Carmo zum Chefe de Aldeia gewählt. Die nächsten Wahlen fanden 2016 und 2023 statt.